# Барон Туше

Герб баронов Туше

Барон Туше (англ. Baron Tuchet) — английский аристократический титул, дважды создававшийся для представителей рыцарского рода Туше, владевших землями в Дербишире. В 1299 году этот титул получил Уильям Туше, умерший в 1322 году без наследников. В 1403 году титул был восстановлен для Джона Туше, ставшего ещё и 4-м бароном Одли. В дальнейшем он передавался по мужской линии, но использовался всегда только как младший титул. Владения Туше были достаточно скромными и к началу XVII века приносили всего лишь 900 фунтов стерлингов годового дохода. Однако Джордж Туше, 8-й барон Туше и 11-й барон Одли, за своё участие в Девятилетней войне получил от короны обширные земли в Ирландии, а в 1616 году — титул графа Каслхейвена.

## Носители титула
Первая креация
- Уильям Туше, 1-й барон Туше (умер в 1322).

Вторая креация
- Джон Туше, 1-й барон Туше, 4-й барон Одли (1371—1408)[3];
- Джеймс Туше, 2-й барон Туше, 5-й барон Одли (около 1398—1459)[4];
- Джон Туше, 3-й барон Туше, 6-й барон Одли (умер в 1490)[5];
- Джеймс Туше, 4-й барон Туше, 7-й барон Одли (около 1463—1497)[6];
- Джон Туше, 5-й барон Туше, 8-й барон Одли (около 1483—1558)[7];
- Джордж Туше, 6-й барон Туше, 9-й барон Одли (умер в 1560)[8];
- Генри Туше, 7-й барон Туше, 10-й барон Одли (умер в 1563)[9];
- Джордж Туше, 8-й барон Туше, 11-й барон Одли, 1-й граф Каслхейвен (1551—1617)[10];
- Мервин Туше, 9-й барон Туше, 12-й барон Одли, 2-й граф Каслхейвен (1593—1631)[11].